# Kasper Schmeichel
Kasper Schmeichel vagy teljes nevén Kasper Peter Schmeichel (Koppenhága, 1986. november 5. –) dán válogatott labdarúgó, a Celtic játékosa. Az egykori labdarúgó, Peter Schmeichel fia. Pályafutását a Manchester Cityben kezdte, mivel apja is játszott régen ott. Mielőtt debütált volna, a City leadta a Burynek és a Falkirknak is kölcsönben. A 2007-08-as idényben nem tudott első számú kapus lenni, mivel Joe Hart eredményesebbnek bizonyult nála. Ezúttal a Cardiff City kérte kölcsön. Itt egy idényt húzott le 9 mérkőzés erejéig. Schmeichel jelezte, hogy szívesen maradna, ám Andreas Isaksson távozása azt is jelentette, hogy van esélye arra, hogy első számú kapus legyen. Ekkor 8 mérkőzésig védett, ám Shay Given leigazolása után – feltehetőleg az egykori menedzsere, Sven-Göran Eriksson miatt – a negyedosztályú Notts County csapatához igazolt. Ezt követően 11 évet töltött el a Leicester City csapatánál.

## Pályafutása
Schmeichel 2002-ben írt alá a manchesteriekhez, hosszú távra tervezett. 2006-ban a harmadosztályú Darlington vette kölcsön, január 14-én bemutatkozhatott első profi mérkőzésén a Peterborough ellen, melyet csapata 2-1-re megnyert.
Első gól nélküli meccsét a Grimsby Town ellen játszotta.
Egy hónap után a City már a Burynek adta kölcsön 15 mérkőzés erejéig. 3 hónap múlva ismét visszatért.
Schmeichel szerencsét próbált a skót Premier Ligában is, ekkor a Falkirk vette kölcsön 2007 januárjáig. Ő volt a meccs embere a február 18-i Rangers elleni mérkőzésen. A Falkirk szerződést ajánlott neki.
Az angol élvonalban 2007 augusztusában debütált a West Ham United ellen. Pályára lépett gyerekkori csapata, a rivális Manchester United ellen, ezt a mérkőzést a City 1-0-ra megnyerte. A 2007-08-as szezonban az első hét mérkőzésen védett, mindössze öt gólt kapott ekkor.
Újabb négyéves szerződést kötött a kékekkel, de máris augusztus 25-én a Cardiff Cityhez csatlakozott, mint kölcsönjátékos. Bár 1-1-es döntetlent játszott csapata Scunthorpe United ellen, mégis ilyenkor hívta fel magára a figyelmet, ugyanis Dániában őt ismerték el az év legjobb U21-es játékosnak.
Schemichel később kérte, hogy hosszabb ideig maradjon Cardiffben, ám ebben az évben távozott a csapattól az első számú kapus, Joe Hart, valamint a másik kapus, Andreas Isaksson is. Az akkori edző, Sven-Göran Eriksson nem hagyta távozni a játékost. December 31-én Eriksson megengedte, hogy a Cardiff City tárgyalásokat kezdjen Schmeichellel. A játékos azt is hozzátette, hogy a jövőben is szeretne a klubban játszani, ám 2008. január 3-án visszatért a nevelő egyesületéhez.
Március 13-án már a Coventryben szerepelt, szintén kölcsönben. A szezon vége felé édesapja, Peter Schmeichel egy TV interjúban kommentálta, hogy fia elhagyja a Cityt.
Schmeichel továbbra is maradt Manchesterben, meg is kapta az első számú mezt. November 16-án a Hull City ellen csereként állt be, miután Joe Hart bokája megsérült a 14. percben. A végeredmény 2-2 lett. 2009 januárjában a Daily Mail újság megírta, hogy Schemichel elhagyja a klubot.
Így is lett, a dán a negyedosztályú Notts Countyhoz igazolt augusztus 14-én, feltehetőleg az egykori menedzsere, Sven-Göran Eriksson miatt. Augusztus 22-én a Dangenham & Redbridge ellen mutatkozott be, amit 3-0-ra nyert meg csapata.
2024. július 18-án a skót Celtic 1+1 évre szerződtette.

### A válogatottban
2007. augusztus 23-án a angol labdarúgó-szövetség vizsgálatot tett Schmeichel ügyében, hogy megnézze, esélye van arra, hogy angol válogatott legyen. Schmeichel közölte, hogy dán válogatott akar lenni. 2011. május 13-án, Izland ellen hívták meg a válogatott keretébe, majd miután Thomas Sørensen megsérült, harmadik számú kapusként részt vett a 2012-es Európa-bajnokságon, de nem kapott játéklehetőséget. 2013. február 6-án, a macedónok elleni 3-0-ára megnyert mérkőzésen mutatkozott be a Dán válogatottban. A 2014-es brazil világbajnokságra nem jutottak ki.

## Magánélete
Az egykori manchesteri labdarúgó, Peter Schmeichel fia. Gyerekkorát Angliában töltötte, ezért is rendelkezik angol akcentussal. Schmeichel beszél még dánul és portugálul is. Két gyermeke van, Max (2010) és Isabella (2012).

## Sikerei, díjai
Notts County FC
- League Two: 2009–10

Leicester City FC
- Championship: 2013–14
- Angol kupa: 2020–21
- Angol szuperkupa: 2021

Egyéni
- Az év dán labdarúgója: 2016[3]

## Statisztikái

### Klubcsapatokban
2020. október 25-én lett frissítve.
| Klub                       | Szezon           | Bajnokság               | Bajnokság       | Bajnokság | FA-kupa         | FA-kupa | Ligakupa        | Ligakupa | Egyéb           | Egyéb | összesen        | összesen |  |
| Klub                       | Szezon           | Bajnokság               | Pályára lépések | Gólok     | Pályára lépések | Gólok   | Pályára lépések | Gólok    | Pályára lépések | Gólok | Pályára lépések | Gólok    |  |
| -------------------------- | ---------------- | ----------------------- | --------------- | --------- | --------------- | ------- | --------------- | -------- | --------------- | ----- | --------------- | -------- |  |
| Manchester City            | 2005–06          | Premier League          | 0               | 0         | 0               | 0       | 0               | 0        | 0               | 0     | 0               | 0        |  |
| Manchester City            | 2006–07          | Premier League          | 0               | 0         | 0               | 0       | 0               | 0        | 0               | 0     | 0               | 0        |  |
| Manchester City            | 2007–08          | Premier League          | 7               | 0         | 0               | 0       | 0               | 0        | 0               | 0     | 7               | 0        |  |
| Manchester City            | 2008–09          | Premier League          | 1               | 0         | 0               | 0       | 1               | 0        | 1               | 0     | 3               | 0        |  |
| Manchester City            | összesen         | összesen                | 8               | 0         | 0               | 0       | 1               | 0        | 1               | 0     | 10              | 0        |  |
| Darlington (kölcsönben)    | 2005–06          | League Two              | 4               | 0         | 0               | 0       | 0               | 0        | 0               | 0     | 4               | 0        |  |
| Bury (kölcsönben)          | 2005–06          | League Two              | 15              | 0         | 0               | 0       | 0               | 0        | 0               | 0     | 15              | 0        |  |
| Bury (kölcsönben)          | 2006–07          | League Two              | 14              | 0         | 0               | 0       | 0               | 0        | 0               | 0     | 14              | 0        |  |
| Falkirk (kölcsönben)       | 2006–07          | Scottish Premier League | 15              | 0         | 1               | 0       | 1               | 0        | 0               | 0     | 17              | 0        |  |
| Cardiff City (kölcsönben)  | 2007–08          | Championship            | 14              | 0         | 0               | 0       | 0               | 0        | 0               | 0     | 14              | 0        |  |
| Coventry City (kölcsönben) | 2007–08l         | Championship            | 9               | 0         | 0               | 0       | 0               | 0        | 0               | 0     | 9               | 0        |  |
| Notts County               | 2009–10          | League Two              | 43              | 0         | 5               | 0       | 0               | 0        | 1               | 0     | 49              | 0        |  |
| Leeds United               | 2010–11          | Championship            | 37              | 0         | 2               | 0       | 1               | 0        | 0               | 0     | 40              | 0        |  |
| Leicester City             | 2011–12          | Championship            | 46              | 0         | 5               | 0       | 1               | 0        | 0               | 0     | 52              | 0        |  |
| Leicester City             | 2012–13          | Championship            | 46              | 0         | 3               | 0       | 2               | 0        | 2               | 0     | 53              | 0        |  |
| Leicester City             | 2013–14          | Championship            | 46              | 0         | 1               | 0       | 4               | 0        | 0               | 0     | 51              | 0        |  |
| Leicester City             | 2014–15          | Premier League          | 24              | 0         | 0               | 0       | 0               | 0        | 0               | 0     | 24              | 0        |  |
| Leicester City             | 2015–16          | Premier League          | 38              | 0         | 2               | 0       | 0               | 0        | 0               | 0     | 40              | 0        |  |
| Leicester City             | 2016–17          | Premier League          | 30              | 0         | 2               | 0       | 0               | 0        | 9               | 0     | 41              | 0        |  |
| Leicester City             | 2017–18          | Premier League          | 33              | 0         | 1               | 0       | 0               | 0        | 0               | 0     | 34              | 0        |  |
| Leicester City             | 2018–19          | Premier League          | 38              | 0         | 0               | 0       | 0               | 0        | 0               | 0     | 38              | 0        |  |
| Leicester City             | 2019–20          | Premier League          | 38              | 0         | 2               | 0       | 4               | 0        | 0               | 0     | 43              | 0        |  |
| Leicester City             | 2020–21          | Premier League          | 6               | 0         | 0               | 0       | 0               | 0        | 1               | 0     | 7               | 0        |  |
| Leicester City             | összesen         | összesen                | 345             | 0         | 17              | 0       | 11              | 0        | 12              | 0     | 385             | 0        |  |
| Karrier összesen           | Karrier összesen | Karrier összesen        | 504             | 0         | 25              | 0       | 14              | 0        | 14              | 0     | 557             | 0        |  |

### A válogatottban
| Nemzet   | Év       | Pályára lépések | Gólok |
| -------- | -------- | --------------- | ----- |
| Dánia    | 2013     | 2               | 0     |
| Dánia    | 2014     | 7               | 0     |
| Dánia    | 2015     | 9               | 0     |
| Dánia    | 2016     | 6               | 0     |
| Dánia    | 2017     | 7               | 0     |
| Dánia    | 2018     | 12              | 0     |
| Dánia    | 2019     | 10              | 0     |
| Dánia    | 2020     | 7               | 0     |
| Dánia    | 2021     | 18              | 0     |
| Dánia    | 2022     | 11              | 0     |
| Dánia    | 2023     | 4               | 0     |
| összesen | összesen | 93              | 0     |